# سندريلا أكلت ابنتي
سندريلا أكلت ابنتي (بالإنجليزية: Cinderella Ate My Daughter) :هو كتاب صدر عام 2011 للكاتبة بيغي أورنشتاين.  يستكشف الكتاب ظاهرة ثقافة الأميرات وعلى وجه الخصوص كيف يتم تسويق الفكرة للفتيات الصغيرات.
ينطلق الكتاب من مقال كتبته أورنشتاين لمجلة نيويورك تايمز في عام 2006 بعنوان «ما هو الخطأ في سندريلا؟». في المقال تربط أورنشتاين تجربتها كأم، ترى ابنتها معرضة على نحو واسع للأميرات واللون الوردي. يفسر المقال نشأة أميرات ديزني والدافع التجاري والإعلاني لذلك.
يوسع كتاب سندريلا أكلت ابنتي موضوع المقال، ليشمل الحديث عن مسابقات جمال الأطفال ومتاجر الفتاة الأمريكية وحفل مايلي سايروس. وتهتم أورنشتاين باحترام الذات عند الفتايات الصغيرات.